# Moovit
Moovit（希伯來語：מוביט）是一家总部位于以色列的地圖和導航應用程式。2020年，英特爾通過子公司Mobileye收購了Moovit。Moovit通過眾包以及收集官方公共交通數據的方式向用戶提供導航和線路規劃服務，同時Moovit還向交通公司、城市和交通機構提供交通數據API。由於Moovit整合了眾包數據，在缺乏官方數據的地方，Moovit依然能夠向用戶提供交通信息。

## 历史
Moovit最初名為Tranzmate ，Moovit於2012年由開發人員Nir Erez、Roy Bick和Yaron Evron在以色列創立。該公司在首輪融資中從Gemini Funds和BRM Capital那邊募集了350萬美元。2013年年初，Moovit將自身的服務推向全球。2013年，Moovit又從風險投資公司紅杉資本、BRM Group和Gemini Funds那邊募集了2800萬美元的資金。